# Mango (Włochy)
Mango – miejscowość i gmina we Włoszech, w regionie Piemont, w prowincji Cuneo.
Według danych na rok 2004 gminę zamieszkiwały 1334 osoby, 70,2 os./km².